# Mambo No. 5
Pour les articles homonymes, voir Numéro 5.
Singles de Lou Bega
I Got a Girl
(1999)
Pistes de A little bit of Mambo
Baby Keep Smiling
(2)
Mambo No. 5 est un célèbre morceau de mambo, composé par Pérez Prado en 1949. Celui-ci avait fini par composer tellement de morceaux, qu'il ne leur donnait plus de titres mais des numéros. Si Mambo No. 5 est le plus connu, Mambo No. 8 fut un succès aussi.

## Mambo No. 5
C'est le 12 décembre 1949 qu'est sorti un 78 tours comportant Qué Rico El Mambo sur une face et Mambo No. 5 sur l'autre.
Une reprise de la chanson a été faite par Lou Bega en 1999. Lou Bega a ajouté des paroles à la chanson qui a été un grand succès aux États-Unis, au Royaume-Uni et en Australie, lorsqu'elle a atteint le numéro un des hit-parades en 1999. Elle est restée 20 semaines consécutives en tête des ventes de singles en France, ce qui est un record absolu depuis la création du classement en 1984.
Plusieurs variantes de la chanson ont aussi été faites. une variante a été utilisée par Channel 4 pour couvrir les parties de cricket. Bob le bricoleur a créé une version qui a également atteint la première place du hit-parade du Royaume-Uni et la seconde en Australie.
Liste partielle des prénoms féminins mentionnés dans la chanson de Lou Bega : Angela, Pamela, Sandra, Rita, Monica, Erica, Tina, Mary, Jessica.

## Performance dans les hit-parades
| Classement (1999–2000)                          | Meilleure position |
| ----------------------------------------------- | ------------------ |
| Allemagne (Media Control AG)                    | 1                  |
| Australie (ARIA)                                | 1                  |
| Autriche (Ö3 Austria Top 40)                    | 1                  |
| Belgique (Flandre Ultratip 100)                 | 14                 |
| Belgique (Flandre Ultratop 50 Singles)          | 1                  |
| Belgique (Flandre VRT Top 30)                   | 1                  |
| Belgique (Wallonie Ultratop 50 Singles)         | 1                  |
| Canada (Adult Contemporary Tracks)              | 1                  |
| Canada (Dance 30)                               | 1                  |
| Canada (Top 100 Hit Tracks)                     | 1                  |
| Danemark (IFPI)                                 | 1                  |
| Espagne (AFYVE)                                 | 1                  |
| États-Unis (Adult Contemporary)                 | 26                 |
| États-Unis (Adult Top 40)                       | 2                  |
| États-Unis (Billboard Hot 100)                  | 3                  |
| États-Unis (Hot Dance Music/Maxi-Singles Sales) | 26                 |
| États-Unis (Latin Tropical Airplay)             | 37                 |
| États-Unis (Rhythmic Top 40)                    | 1                  |
| États-Unis (Top 40 Adult Recurrents)            | 15                 |
| États-Unis (Top 40 Mainstream)                  | 1                  |
| États-Unis (Top 40 Tracks)                      | 1                  |
| Europe (Eurochart Hot 100)                      | 1                  |
| Finlande (Suomen virallinen lista)              | 1                  |
| France (SNEP)                                   | 1                  |
| Irlande (IRMA)                                  | 1                  |
| Italie (FIMI)                                   | 1                  |
| Norvège (VG-lista)                              | 1                  |
| Nouvelle-Zélande (RMNZ)                         | 1                  |
| Pays-Bas (Nederlandse Top 40)                   | 1                  |
| Pays-Bas (Single Top 100)                       | 1                  |
| Pologne (Classements Singles)                   | 12                 |
| Royaume-Uni (UK Singles Chart)                  | 1                  |
| Suède (Sverigetopplistan)                       | 1                  |
| Suisse (Schweizer Hitparade)                    | 1                  |

| Classement (1999)                   | Position |
| ----------------------------------- | -------- |
| Allemagne (Media Control AG)        | 1        |
| Australie (ARIA)                    | 1        |
| Autriche (Ö3 Austria Top 40)        | 1        |
| Belgique (Flandre Ultratop 50)      | 2        |
| Belgique (Wallonie Ultratop 50)     | 4        |
| Canada (Top 50 Dance Tracks)        | 6        |
| Canada (Top 100 Adult Contemporary) | 22       |
| Canada (Top 100 Hit Tracks)         | 7        |
| États-Unis (Billboard Hot 100)      | 42       |
| France (SNEP)                       | 1        |
| Italie (FIMI)                       | 3        |
| Pays-Bas (Nederlandse Top 40)       | 4        |
| Pays-Bas (Single Top 100)           | 1        |
| Suisse (Schweizer Hitparade)        | 1        |

| Classement                      | Position |
| ------------------------------- | -------- |
| Belgique (Wallonie Ultratop 50) | 95       |
| France (SNEP)                   | 11       |
| Suisse (Schweizer Hitparade)    | 64       |

| Pays               | Certification | Date              | Ventes certifiées |
| ------------------ | ------------- | ----------------- | ----------------- |
| Allemagne (BVMI)   | 3 × Platine   | 1999              | 1 500 000         |
| Australie (ARIA)   | 4 × Platine   | 1999              | 280 000           |
| Autriche (IFPI)    | Platine       | 17 juin 1999      | 30 000            |
| France (SNEP)      | Diamant       | 27 octobre 1999   | 1 532 000         |
| Mexique (AMPROFON) | Or            | 1999              | 75 000            |
| Royaume-Uni (BPI)  | Platine       | 17 septembre 1999 | 600 000           |
| Suède (GLF)        | 3 × Platine   | 16 septembre 1999 | 90 000            |
| Suisse (IFPI)      | 2 × Platine   | 1999              | 100 000           |